# Langenwetzendorf
Langenwetzendorf är en kommun och ort i Landkreis Greiz i förbundslandet Thüringen i Tyskland.
Kommunen ingår i förvaltningsgemenskapen Langenwetzendorf tillsammans med kommunerna Hohenleuben och Kühdorf.